# Opalotipo

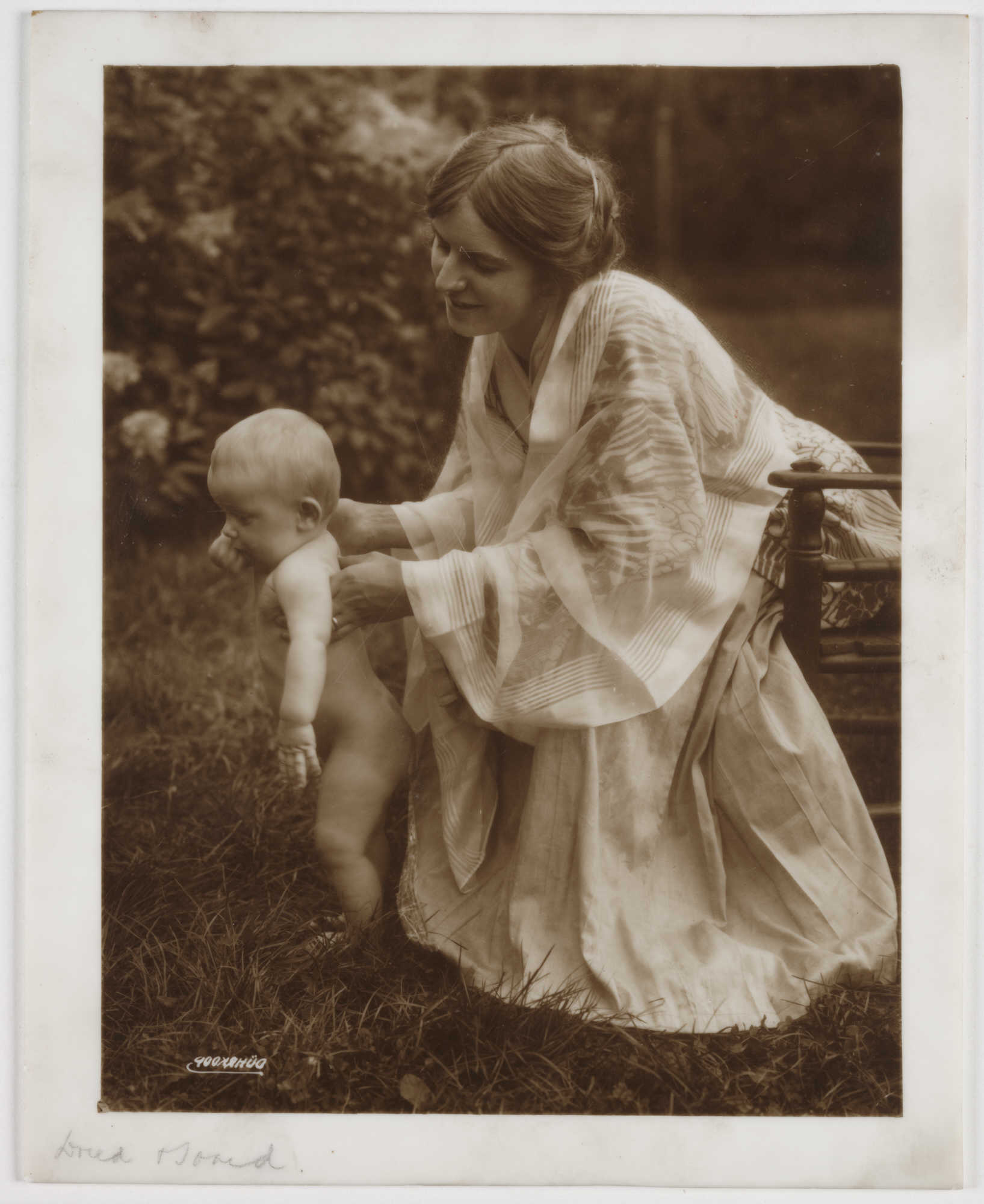
Ejemplo de opalotipo del fotógrafo alemán Rudolf Dührkoop. Museo Nacional de los Medios.

Opalotipo o (en inglés opalotype o opaltype) es una técnica temprana de fotografía. 
Los opalotipos se imprimieron en láminas de vidrio blanco opaco y translúcido; A veces los primeros opalotipos se teñían a mano con colores para mejorar su efecto. El efecto del opalotipo se ha comparado "con la acuarela o incluso el pastel en su coloración más suave y su tierno estado de ánimo". "Los retratos de opalotipo ... por su belleza y delicadeza en los detalles, son iguales a las miniaturas de marfil".
La técnica básica del opalotipo, que involucra colodión húmedo y gelatina de plata, fue patentada en 1857 por Glover y Bold de Liverpool. Los opalotipos explotaron dos técnicas básicas, utilizando la transferencia de una impresión de carbono sobre el vidrio o la exposición de la emulsión sensible a la luz en la superficie del vidrio al negativo.  
En 1866, el opalotipo llegó a El Salvador por medio del ingeniero Henry (o Enrique) Seeligman, quien abrió un laboratorio en San Salvador. En el ejemplar del 1 de noviembre del periódico oficial El Constitucional, se publicó un anuncio de su laboratorio, abierto en la calle del Hospital, donde dijo que sus retratos eran "de una elegancia como no se ha visto en Centro-América." Tras una visita de su laboratorio, el mismo periódico describió que el opalotipo era "quizás tan excelente como el ambrotipo."
La fotografía del opalotipo, nunca común, se practicó de diversas formas hasta que su uso disminuyó y desapareció en la década de 1930. "Vidrio de leche positivo" es otro término alternativo para un opalotipo. 
El opalotipo es una de una de las primeras técnicas fotográficas que ahora se consigna generalmente a un estado histórico, que incluye ambrotipia, autocroma, cianotipia, daguerrotipo, tipo de marfil, calitipia, orotono y ferrotipo. Este y muchos otros métodos fotográficos históricos ahora se consideran técnicas fotográficas alternativas y son practicados por un pequeño número de artistas dedicados. 